# Luna 1
Luna 1 fu la prima sonda spaziale del programma sovietico di esplorazione lunare chiamato Programma Luna lanciata con successo verso la Luna.

## La missione
Luna 1 fu lanciata il 2 gennaio 1959 alle 16:41:21 UTC, era previsto che impattasse la Luna, ma la mancò, passandole a 5995 km il 4 gennaio 1959.
Durante il suo viaggio rilevò la presenza di una piccola quantità di particelle ad alta energia subito fuori le fasce di Van Allen. Successivamente questa scoperta venne confermata da Luna 2 individuando per la prima volta nella storia il vento solare. Il flusso solare venne stimato in circa 700 particelle per cm³ a un'altezza di 20 - 25 000 km e 400 particelle per cm³ a un'altezza di 100 - 150 000 km.
La sonda è sferica, con cinque antenne che fuoriescono da un emisfero e non possiede nessun sistema propulsivo a bordo.
Il 2 gennaio 1959, Luna 1, divenne il primo oggetto costruito dall'uomo a raggiungere la velocità di fuga della Terra. Il 3 gennaio, quando raggiunse la distanza di 119 500 km dalla Terra, rilasciò una grande nube (1 kg) di gas di sodio, che trasformò la sonda nella prima cometa artificiale della storia. La nube, visibile sull'Oceano Indiano per qualche minuto, fu fotografata da Mstislav Gnevyshev. Questo esperimento servì a studiare il comportamento dei gas nel vuoto.
Luna 1 sfiorò la Luna, passandole a 5 995 km il 4 gennaio dopo 34 ore di volo e si inserì in un'orbita eliocentrica tra Marte e la Terra.
La strumentazione di bordo era formata da un rivelatore a scintillazione, un contatore Geiger, un magnetometro, un rilevatore Čerenkov e un rilevatore di micrometeoriti.